# La mano del violinista
La mano del violinista è un dipinto a olio su tela del futurista Giacomo Balla, realizzato nel 1912 e conservato alla Estorick Collection of Modern Italian Art di Londra.

## Descrizione
Nella tela il pittore ha seguito, per una frazione di secondo, il magico spostamento delle mani di un violinista sullo strumento.
L'immagine, che appare come una sequenza di fotogrammi lievemente sfalsati e sovrapposti, vince l'effetto statico e comunica una spettacolare impressione di velocità e movimento.
L'opera, così come Bambina che corre sul balcone, mostra grande interesse, nutrito dall'artista sin dai primi anni del secolo, nei confronti della fotografia e rivela un'attenta riflessione sui principi della fotodinamica.